# Staloluokta

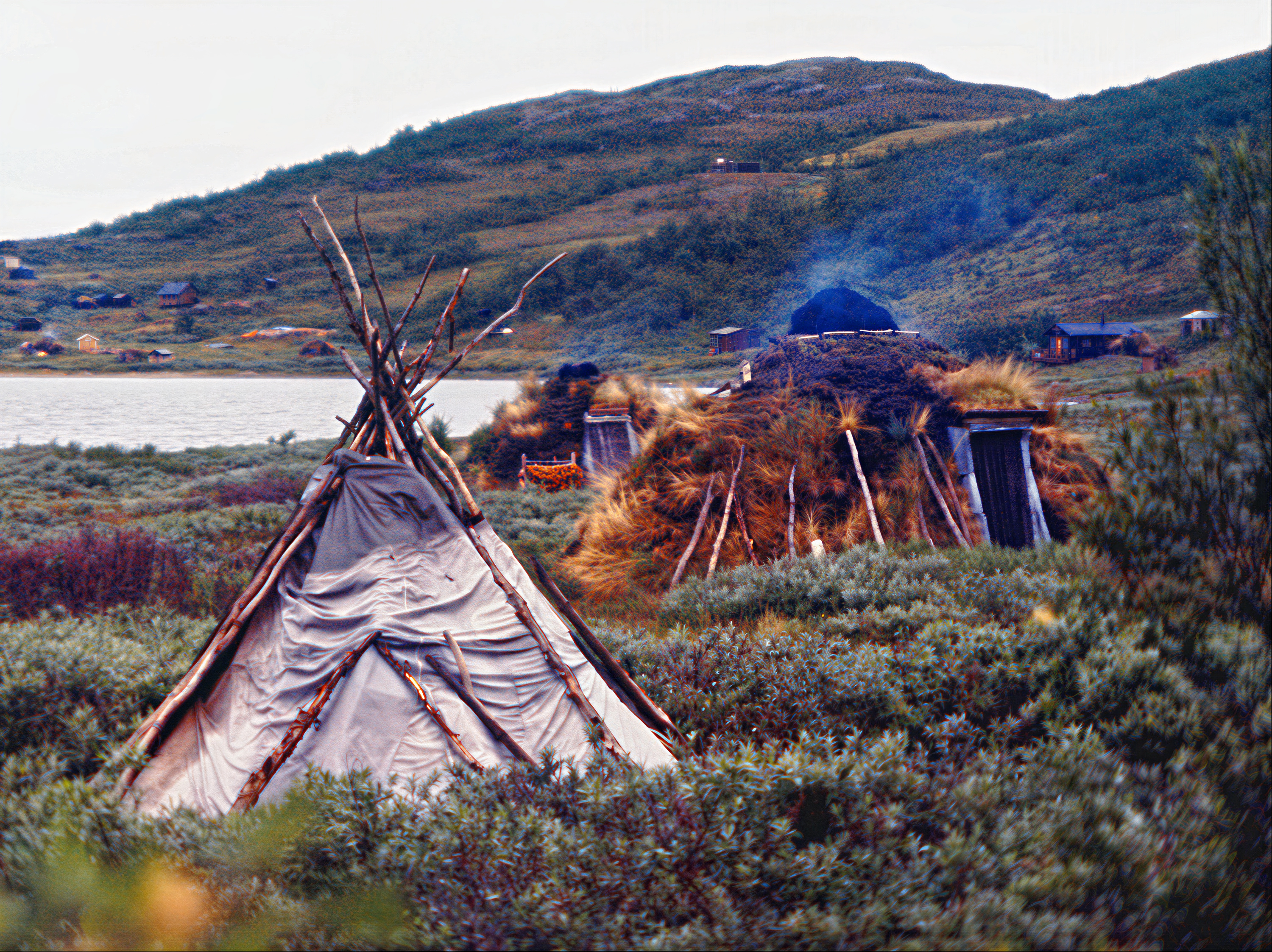
Staloluokta im Jahr 1984

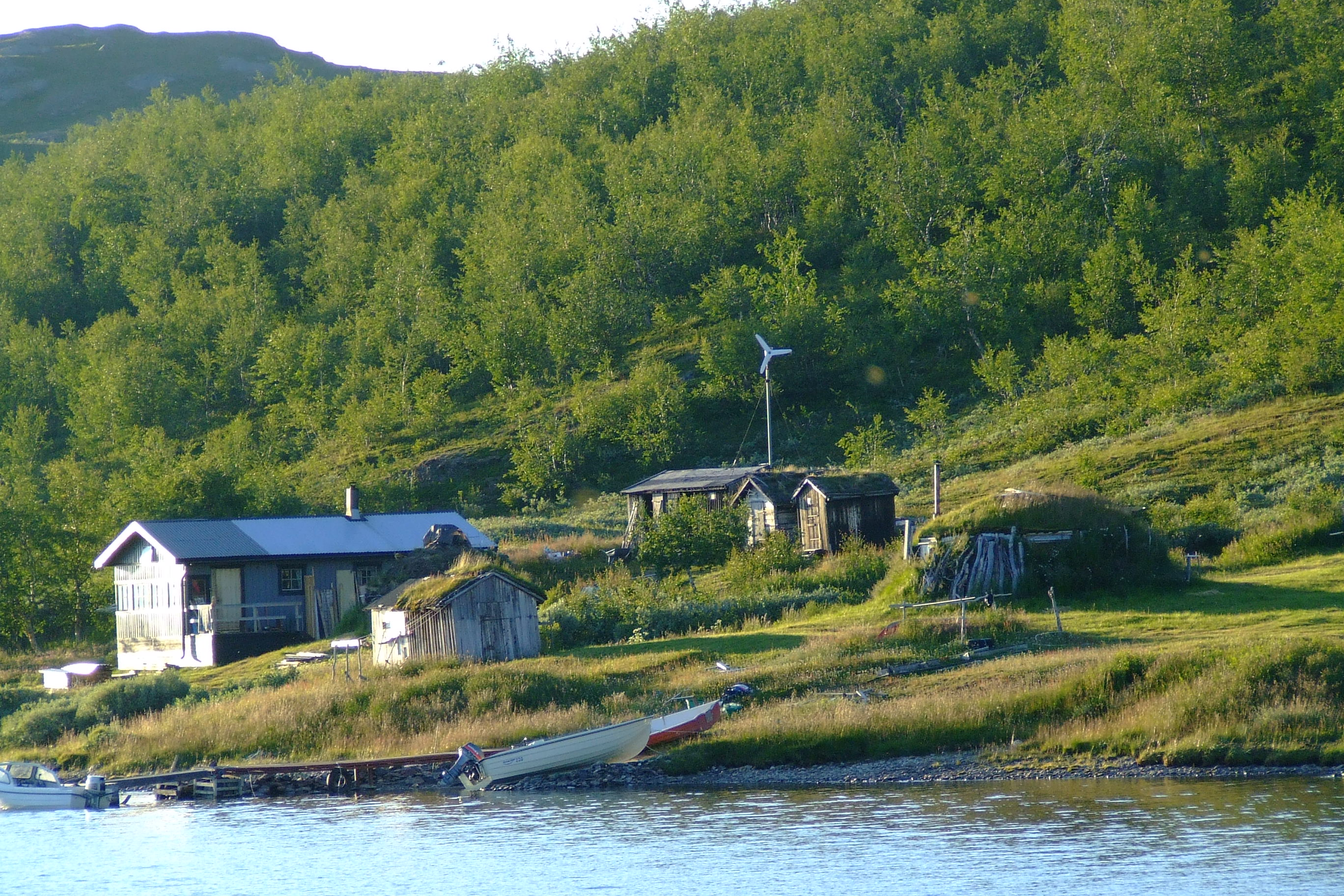
… und im Jahr 2006

Staloluokta ist eine samische Sommersiedlung in Schwedisch-Lappland. Der Ort liegt im Padjelanta-Nationalpark an der südöstlichen Bucht des Sees Virihaure. Übersetzt bedeutet der Name „die Bucht des Stallo“. Stallo ist ein furchteinflößender Riese aus der samischen Mythologie.
In Staloluokta findet man neben modernen Holzhäusern auch noch eine Reihe von Torf- und Zeltkoten, der traditionellen Behausung der Samen. Einige werden noch heute benutzt, während andere immer mehr verfallen oder nur noch als Lagerraum oder Backstube Verwendung finden. Eine Besonderheit in dieser Hinsicht ist die große Koten-Kirche, die auf einem Hügel über der Siedlung thront. Ein seltsam anmutender Kontrast entsteht, wenn auf einer altertümlichen Torf-Kota eine moderne Photovoltaikanlage oder eine Fernsehantenne montiert ist.
Die Siedlung ist wichtig für die Fischerei am Virihaure und bildet das Sommerlager für die Rentierzüchter-Gemeinschaft der Tuorpon-Samen, die mit 5.500 Rentieren und 43 Haushalten die größte in der Kommune Jokkmokk darstellt. Mit etwas Glück kann man von hier aus die Samen zu den Rentierscheidungen begleiten.
Der Wanderweg Padjelantaleden führt an Staloluokta vorbei. Wanderer finden im Ort Möglichkeiten zur Übernachtung vor. Helikopterflüge von Staloluokta führen nach Kvikkjokk, Arasluokta und Ritsem. Die anderen Samensiedlungen am Virihaure kann man auch per Bootstransfer erreichen. Der Sarek-Nationalpark liegt eine gute Tagesetappe im Nordosten von Staloluokta, die norwegische Grenze liegt zwei Tagesetappen im Südosten. Besuchern werden in Staloluokta neben Wanderutensilien samische Spezialitäten wie getrocknetes Rentierfleisch (Suovvas), Fladenbrot (Glödkaka) und geräucherter Fisch angeboten.

## Bilder

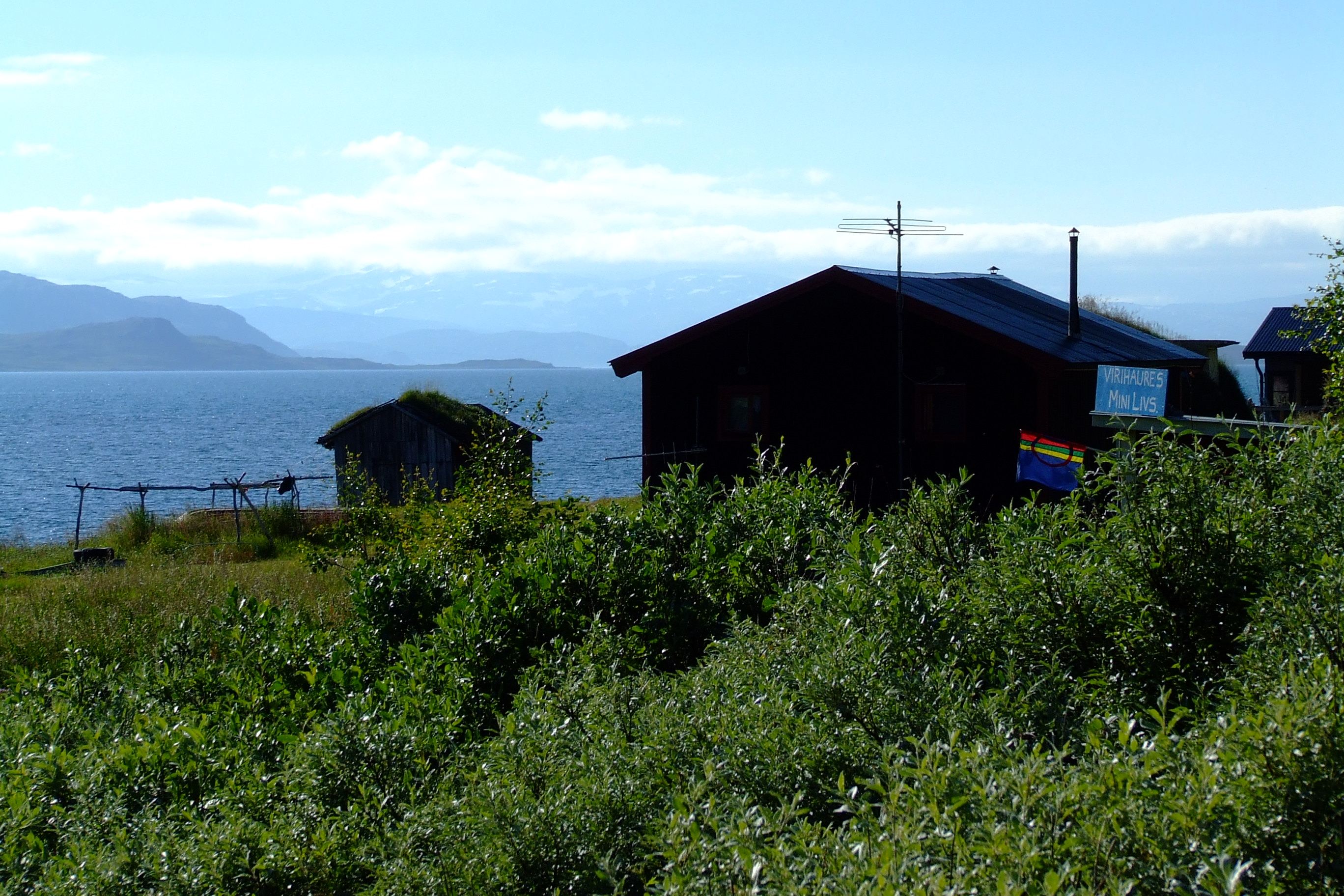
Die Samensiedlung mit Blick auf den Virihaure
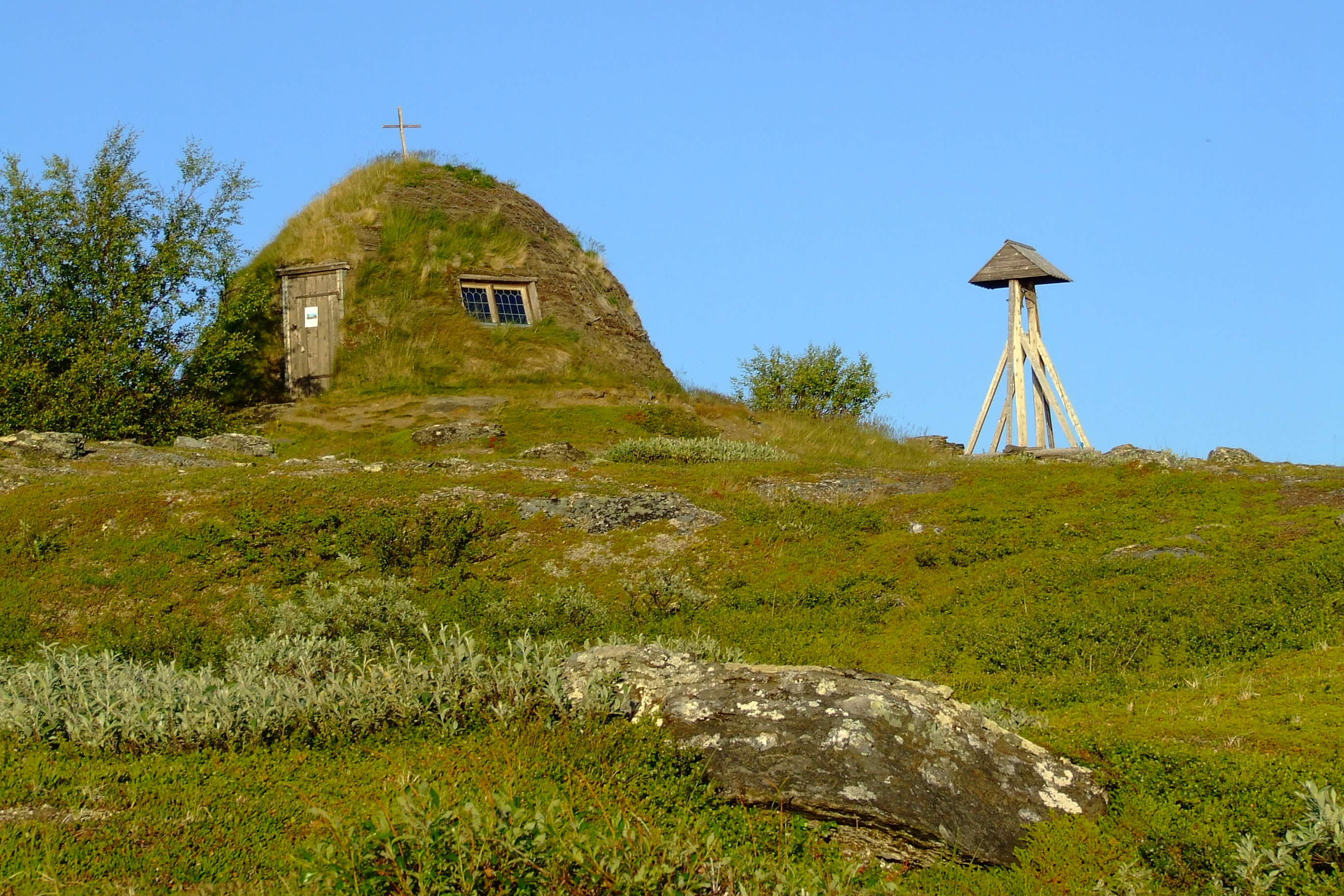
Die Kotenkirche auf dem Hügel
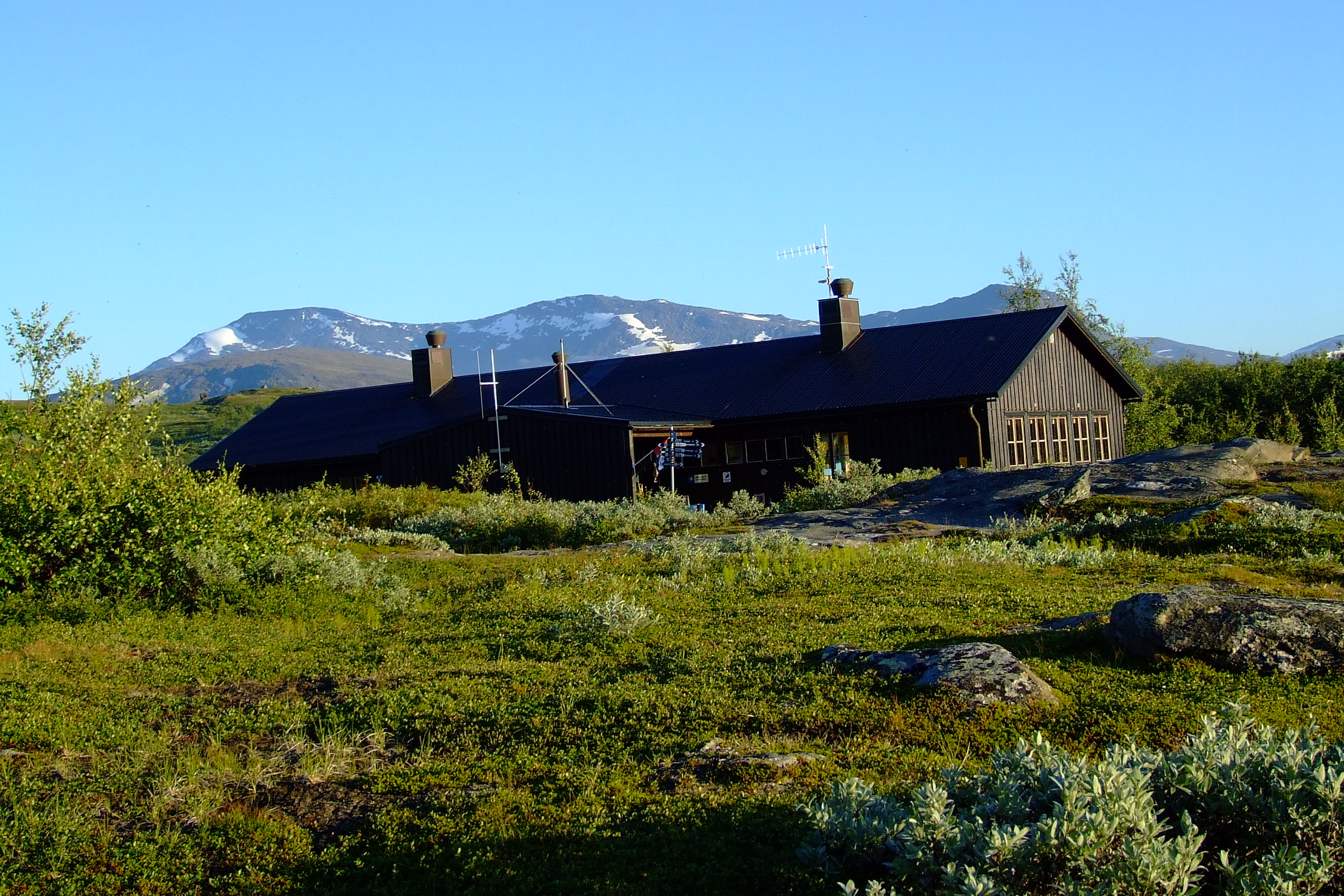
Die Fjällstation (Herberge)
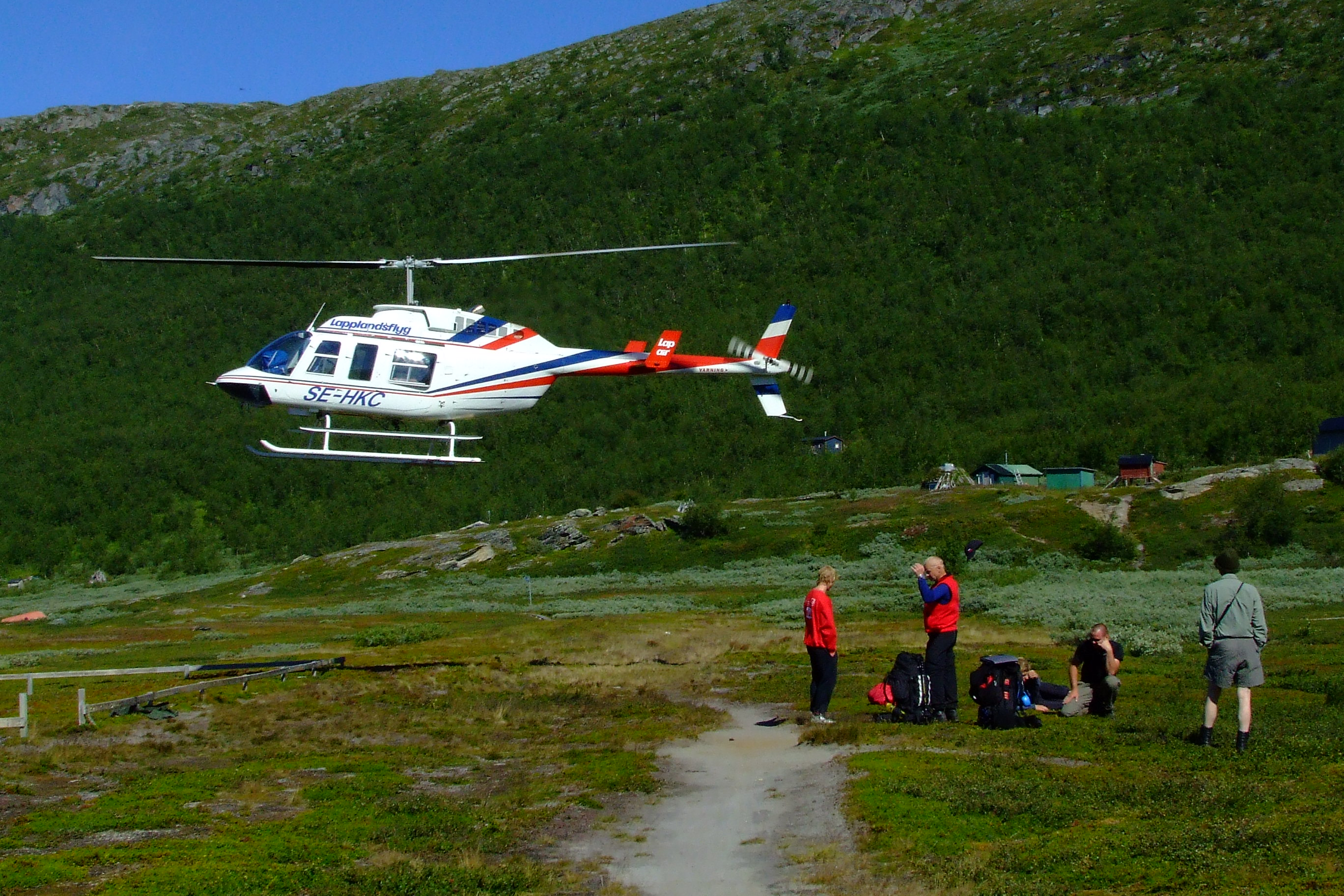
Helikopter am Landeplatz

Koordinaten: 67° 19′ 11″ N, 16° 41′ 49″ O